# Варинская волость
Варинская волость (латыш. Variņu pagasts) — одна из восьми волостей Смилтенского края Латвии. Административный центр — крупное село Варини. Волость была образована в 1990 году, отделив от Палсманской волости территорию колхоза «Октобрис».